# Juan Daniel Galeano
Juan Daniel Galeano (Buenos Aires, 3 luglio 1989) è un calciatore argentino, centrocampista del Dep. Madryn.

## Caratteristiche tecniche
Gioca come mediano davanti alla difesa.

## Carriera
È cresciuto nelle giovanili dell'Atlanta.